# Johann von Merveldt (Domherr, † 1440)
Johann von Merveldt (* im 14. Jahrhundert; † 14. Februar 1440) war ein römisch-katholischer Geistlicher und Domherr in Münster.

## Leben
Johann von Merveldt entstammte dem westfälischen Adelsgeschlecht von Merveldt, das seinen namensgebenden Stammsitz in Merfeld hat und aus dem zahlreiche namhafte Persönlichkeiten hervorgegangen sind, darunter 22 Domherren in den Bistümern Münster, Paderborn, Osnabrück und Hildesheim. Johann war der Sohn des Bernhard von Merveldt; der Name seiner Mutter ist nicht bekannt.
Im Jahre 1413 erhielt er in Münster ein Domkanonikat und besetzte auch die Stelle als Pfarrer in Rorup. Seit 1433 war er Propst zu St. Mauritz in Münster. Zwei Tage nach seinem Tode beschloss das Kapitel St. Mauritz, Bischof Heinrich als Wahlmann zu bestimmen, denn einem Gerücht zufolge hätte das Domkapitel eine päpstliche Weisung erhalten, wonach der Propst nur aus der Mitte des Domkapitels gewählt werden dürfe. Johanns Epitaph stand auf dem münsterschen Herrenfriedhof und wurde durch die Wiedertäufer stark beschädigt.